# Suizei
Suizei (綏靖天皇?, Suizei Tennō; fl. VI secolo a.C.) è stato il secondo imperatore del Giappone.
Nessuna data certa può essere ricondotta al suo regno e lui stesso viene indicato dagli storici come uno degli imperatori leggendari. Nel Kojiki e nel Nihonshoki sono registrati solo il suo nome e la sua genealogia. Si crede generalmente alla sua esistenza storica che viene tuttavia negata da recenti studi. Sizei regnava dal palazzo di Takawoka a Kadzuraki. Secondo le fonti era il figlio dell'imperatore Jinmu.
Immediatamente dopo la sua ascesa al trono, dovette affrontare la ribellione del fratello. Il suo nome significa letteralmente "gioiosa pace salutare".